# دربند کمالوند
دربند فقیران کمالوند، روستایی از توابع بخش مرکزی شهرستان خرم‌آباد در استان لرستان ایران است.

## جمعیت
این روستا در دهستان ده پیر جنوبی قرار دارد و براساس سرشماری مرکز آمار ایران در سال ۱۳۹۰، جمعیت آن ۳۷۸ نفر (۱۰۰خانوار) بوده‌است. لازم به ذکر است بر اساس این سرشماری از ۳۷۸ نفر روستا تعداد ۱۸۸ نفر مرد و تعداد ۱۹۰ نفر زن هستند.